# جورج وايت (سياسي)
جورج وايت (بالإنجليزية: George White)‏ هو سياسي أسترالي، ولد في 14 يناير 1905 في وارنامبول في أستراليا، وتوفي في 5 مايو 1986. حزبياً، نشط في حزب العمال الأسترالي. وقد انتخب عضو الجمعية التشريعية فيكتوريا.